# Julius Brill
Julius Brill (ur. 1816, zm. 1882) – niemiecki fotograf, polityk i działacz robotniczy.
Brill urodził się w 1816 roku. Zdobywał praktykę w fotografii w Londynie i Wiedniu, w kamienicy na rogu Rynku i pl. Solnego założył jeden z pierwszych zakładów fotograficznych we Wrocławiu. Delegat ze Śląska do pruskiego zgromadzenia konstytucyjnego, jeden z pięciu delegatów żydowskiego pochodzenia. Jako zaangażowany w działalność ruchu robotniczego musiał po Wiośnie Ludów wyemigrować do USA. Zmarł w 1882 roku.